# PAE Atromitos
A.P.S. Atromitos Atinon 1923 PAE (nowogr. Α.Π.Σ. Ατρόμητος Αθηνών 1923 ΠΑΕ) – grecki klub piłkarski, założony w 1923 roku, z siedzibą w Peristeri, dzielnicy Aten, w 2005 połączył się z pierwszoligowym klubem Halkidona Near East Pireus. Klub często mylony w publikacjach z klubem założonym w 1926 roku Atromitos Pireus, występującym obecnie w lidze regionalnej (odpowiednik 5 ligi).

## Sukcesy
- mistrzostwa Grecji:
  - 3. miejsce (2): 1927/1928, 2012/2013
- Puchar Grecji:
  - finał (2): 2010/2011, 2011/2012
- II liga:
  - mistrzostwo (2): 1979/1980, 2008/2009

## Europejskie puchary
Legenda do wszystkich tabel:
- Q – runda eliminacyjna, 1/16, 1/8, 1/4, 1/2 – odpowiednia faza rozgrywek, Grupa – runda grupowa, 1r gr – pierwsza runda grupowa, 2r gr – druga runda grupowa, F – finał, R – runda, PO – play-off
- k. – rzuty karne, los. – losowanie, Dogr. – dogrywka, w. – zasada bramek strzelonych na wyjeździe

| Sezon   | Rozgrywki   | Runda | Przeciwnik       | Dom | Wyjazd | Ogólnie |
| ------- | ----------- | ----- | ---------------- | --- | ------ | ------- |
| 2006/07 | Puchar UEFA | 1R    | Sevilla FC       | 1–2 | 0–4    | 1–6     |
| 2012/13 | Liga Europy | PO    | Newcastle United | 1–1 | 0–1    | 1–2     |
| 2013/14 | Liga Europy | PO    | AZ Alkmaar       | 1–3 | 2–0    | 3–3, w. |
| 2018/19 | Liga Europy | 2Q    | Dynama Brześć    | 1–1 | 3–4    | 4–5     |
| 2019/20 | Liga Europy | 2Q    | Dunajská Streda  | 3–2 | 2–1    | 5–3     |
| 2019/20 | Liga Europy | 3Q    | Legia Warszawa   | 0–2 | 0–0    | 0–2     |

## Skład na sezon 2017/2018
| Nr | Poz. | Piłkarz                                      |
| -- | ---- | -------------------------------------------- |
| 1  | BR   | Nikola Mirković                              |
| 4  | PO   | Azer Bušuladžić                              |
| 5  | OB   | Dimitris Chatzisaias (wypożyczony z PAOK FC) |
| 6  | OB   | Aristotelis Karasalidis                      |
| 8  | PO   | Javier Umbides                               |
| 9  | NA   | Jorgos Manusos                               |
| 10 | PO   | Amr Warda (wypożyczony z PAOK FC)            |
| 11 | NA   | Bruno (wypożyczony z LASK Linz)              |
| 12 | NA   | Konstandinos Kotsopulos                      |
| 14 | NA   | Nicolas Diguiny                              |
| 15 | PO   | Madson                                       |
| 16 | PO   | Teodoros Wasilakakis                         |
| 17 | BR   | Andreas Janiotis                             |

| Nr | Poz. | Piłkarz                                     |
| -- | ---- | ------------------------------------------- |
| 19 | OB   | Kyriakos Kiwrakidis (kapitan)               |
| 21 | OB   | Pawlos Kyriakidis                           |
| 23 | OB   | Emanuel Sakic                               |
| 27 | NA   | Abiola Dauda                                |
| 28 | PO   | Spyros Natsos                               |
| 29 | OB   | Stefanos Strungis                           |
| 30 | PO   | Nikos Lazaridis                             |
| 31 | OB   | Dimitris Janulis (wypożyczony z PAOK FC)    |
| 33 | BR   | Christos Teodorakis                         |
| 34 | BR   | Wasilios Kinalis                            |
| 35 | BR   | Christos Mandas                             |
| 37 | OB   | Antônio Polidoro Junior                     |
| 44 | OB   | Spyros Riswanis (wypożyczony z Olympiakosu) |

## Strony klubowe
- Oficjalna strona Atromitosu